# JD Edwards

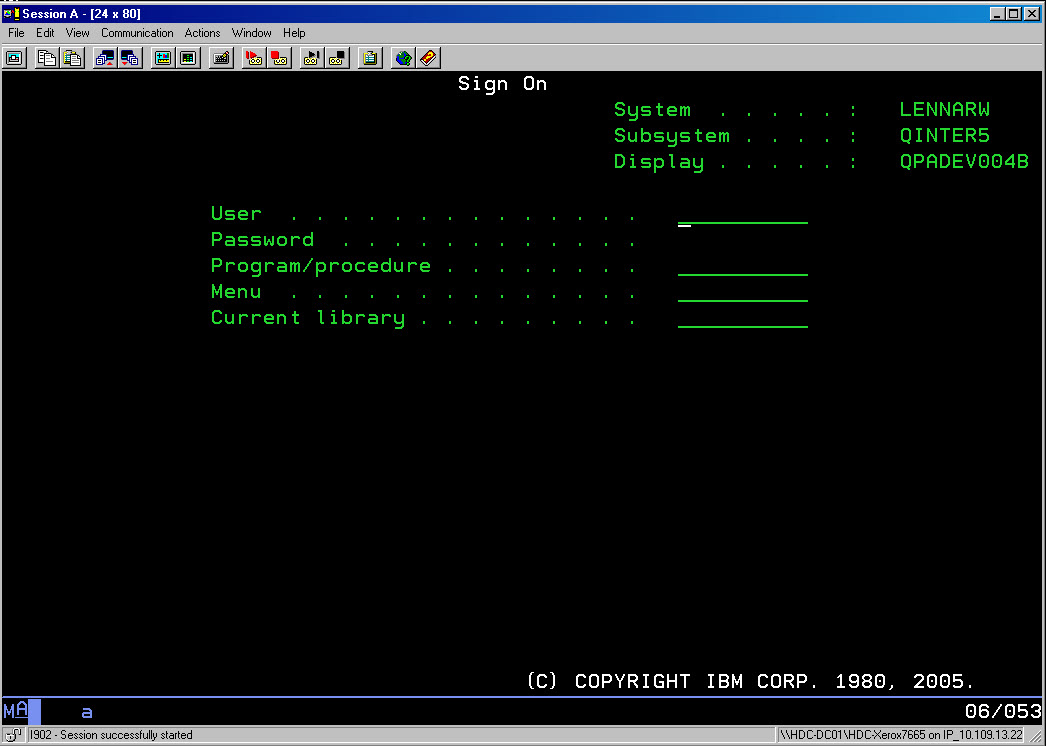
Pantalla de inicio de sesión de JD Edwards

J.D. Edwards es una compañía de software fundada en marzo de 1977 en Denver (Colorado) por Jack Thompson, Dan Gregory y Ed McVaney. Tuvo éxito creando un programa de contabilidad para los miniordenadores Sistema/34 y Sistema/36 de IBM, centrándose en los miniordenadores Sistema/38 a mediados de los años 1980 hasta la aparición de los sistemas AS/400. Sus versiones del producto JD Edwards World Software tuvieron mucho éxito en a finales de la década de los 80 y en la década de los 90. Las versioned de producto A5.2, A6.2, A 7.3 y A8.1 fueron las versiones más utilizadas del producto. A mediados de los 90, con la aparición de las redes, computación distribuida y el paradigma cliente / Servidor, la compañía necesitaba una nueva línea de productos más moderna y alejada de los sistemas monolíticos AS/400. Esta compañía estaba enfocada en clientes del segmento medio (en inglés mid-market) aunque grandes compañías petroleras confiaron en este sistema, que contaba con adaptaciones verticales a la industria petrolera. 
La compañía fue añadiendo funciones, su software de contabilidad se convirtió en una aplicación E.R.P., incluyendo las funciones de Planificación, Fabricación, logística y distribución utilizando un sistema independiente de la plataforma que en 1996 se llamó OneWorld. Este producto estaba disesñado con grandes ventajas tecnológicas, como el soporte a múltiples plataformas y bases de datos, a la vez que mejoraba la interfaz de usuario para ser compatibles con sistemas windows. Estas mejoras tecnológicas ya permitían que el producto tuviera interfaz web a finales de los 90 y permitía distribuir el procesamiento en diferentes equipos de la red, bajo el concepto Configurable Network Computing (CNC).
La introducción de los productos One World estuvieron acompañadas de dificultades en la fiabidad del software, las versiones B731, B732 y las primeras versiones B733 tuvieron problemas de fiabilidad, cuestiones que afectaron a la compañía. En 2000 se liberó la primera versión estable del producto bajo el nombre One World Xe. No obstante, esta situación generó dificultades para la compañía que tuvo que abordar procesos de reestructuración en diferentes áreas de negocio.
En junio de 2003, el consejo de administración de J.D. Edwards accedió a la oferta de adquisición de PeopleSoft, completándose la adquisición en julio. OneWorld se añadió a la línea de productos de PeopleSoft. 
A finales de 2004, PeopleSoft fue adquirida a su vez por Oracle.
Oracle modificó el nombre de producto a JD Edwards Enterprise One, el producto sigue siendo utilizado por miles de compañías alrededor del mundo. Oracle ha continuado su inversión en esta línea de productos, incorporando nuevas tecnologías, como BI Publisher, JD Edwards Orcherstrator y mejoras funcionales para diferentes industrias. Actualmente este producto tiene confirmado el soporte hasta 2034 y Oracle continua extendiendo este soporte año tras año dado el alto grado de satisfacción de los clientes y su voluntad de continuar con el producto. 
- Datos: Q2456368